# 못다 부른 노래 님
"못다 부른 노래 님"(The Unfinished Song of Love)은 한국에서 제작된 김기현 감독의 1987년 드라마 영화이다. 이희도 등이 주연으로 출연하였고 곽정환 등이 제작에 참여하였다.

## 출연

### 주연
- 이희도
- 이정원

### 조연
- 김추련
- 전양자

## 기타
- 조명: 정덕규
- 녹음: 김경일